# Srŏk Srêsén
Srŏk Srêsén är ett distrikt i Kambodja.   Det ligger i provinsen Stung Treng, i den östra delen av landet, 280 km nordost om huvudstaden Phnom Penh. Antalet invånare är 11 252.